# 北山䳍
，是䳍形目䳍科的一种鸟类。

## 特征
北山䳍体重约650克，翼长约253.4毫米，嘴峰长约31.2毫米，喙宽度约7.4毫米，喙厚度约7.5毫米，跗蹠长约47.6毫米，尾长约69.2毫米。北山䳍在其分布区内为留鸟，其栖息在开放的草原环境中，食性为草食性。

## 分布
安第斯山脉，秘鲁到玻利维亚北部、智利和阿根廷西北部。